# Deutscher Bauernbund
Der Deutsche Bauernbund e. V. (DBB) ist eine Dachorganisation der privaten Landwirteverbände in Ostdeutschland. Sein Leitbild ist das des eigentumsorientierten bäuerlichen Familienbetriebes („Bauernhöfe statt Agrarfabriken“). Damit grenzt er sich von den ostdeutschen Landesbauernverbänden ab, die seiner Meinung nach die Interessen der großen LPG-Nachfolgebetriebe vorziehen.

## Geschichte
Im Zuge der Wiedervereinigung Deutschlands entstanden aus der SED-nahen Vereinigung der gegenseitigen Bauernhilfe (VdgB) die neuen Landesbauernverbände. Sie wurden in den Deutschen Bauernverband aufgenommen. Daneben entwickelten sich private, freie Bauernverbände. Sie schlossen sich 1992 im Deutschen Landbund zusammen. Nachdem dieser durch interne Differenzen zerfallen war, gründete die Mehrzahl der privaten Verbände im Juni 1999 den Deutschen Bauernbund. Er setzt sich nach eigenen Angaben für Chancengleichheit und soziale Gerechtigkeit beim Umstrukturierungsprozess der ostdeutschen Landwirtschaft ein und lehnt eine weitere Industrialisierung der Landwirtschaft ab. Der Bauernbund Brandenburg e.V. ist aus dem Deutschen Bauernbund 2015 ausgetreten. 2020 dehnte Der Bauernbund Brandenburg seine Aktivitäten bundesweit aus: Aus diesem entstanden die Freien Bauern als neue deutschlandweite Berufsorganisation der bäuerlichen Familienbetriebe.

### Ziele
Der Bauernbund ist strikt dagegen, dass ausgerottete Tiere wie Biber, Wölfe oder ähnliches wieder angesiedelt werden. Diese Tiere werden als Schädlinge betrachtet und sollen erschossen werden. Der Bauernbund möchte verhindern, dass der Gesetzgeber dem Viehhalter Vorhaltungen wegen Tierschutz macht. Der Bauernbund-Sprecher Reinhard Jung sagte dazu: „habe etwa 30 Kopf Vieh, die ich halte, wie ich es will und nicht, wie jemand es mir vorschreibt.“
Zurzeit (2004) gehören ihm an:
- Landvolkverband Sachsen-Anhalt e. V.
- Landbund Sachsen e. V.
- Bauernbund Brandenburg e. V. (ehemals Deutscher Landwirte Verband Brandenburg e. V.)
- Landbund Mecklenburg-Vorpommern e. V.
- Verband unabhängiger privater Bauern und Landeigentümer Thüringen e. V.
- als Fördermitglied: Heimatverdrängtes Landvolk e. V.